# Ajahn
Un Ajahn est, dans le vocabulaire bouddhique de la langue thaï, le synonyme du mot sanskrit ācārya, (maître), qui désigne un moine enseignant avancé dans la pratique du bouddhisme. Il s'agit en fait de la prononciation thaï du mot ācārya ; ajahn est aussi transcrit āčhān.
Le terme sensei est utilisé dans le bouddhisme au Japon. 
Voici quelques Ajahns célèbres, y compris des femmes :
- Ajahn Chah
- Ajahn Brahm
- Ajahn Sumedho.
- Upasika Kee Nanayon